# بيدرو كروز
بيدرو كروز هو سباح موزمبيقي، ولد في 9 ديسمبر 1966 في ليشنجا في موزمبيق.

## روابط خارجية
- بيدرو كروز على موقع الاتحاد الدولي للسباحة (الإنجليزية)
- بيدرو كروز على موقع أوليمبيديا (الإنجليزية)